# Gradsko kazalište Požega
Gradsko kazalište Požega je kazalište u Požegi, Hrvatska.

## Početci kazališta u Požegi
Požega je jedan od rijetkih gradova u širem okruženju koji se može pohvaliti s tri stoljeća starom kazališnom tradicijom. Naime, prema pisanju književnog povjesničara Tome Matića (1874. – 1968.), prva kazališna predstava u Požegi odigrana je 27. kolovoza 1715. godine. Naziv predstave nije ostao zabilježen, ali je zapisano kako je pozornica bila postavljenja pod šatorskim platnom u dvorištu isusovačkoga samostana. Samo tri godine kasnije s pozornice se progovorilo hrvatski, u izvedbi drame Sapritius et Nicephorus (duo christiani quorum hic laurem martyrii, quod inimico parcere noluerit, amisit), koja je, prema njezinoj tadašnjoj najavi, tragična igra. Izvornik ove drame se još uvijek čuva u Münchenu, a na interentu su fragmentarno dostupni digitalizirani dijelovi pojedinih scena. Predstava je izvedena pred crkvom sv. Lovre i pretpostavlja se kako je izvedena na hrvatskom jeziku jer je gledateljima podijeljen sadržaj napisan na njemačkom, francuskom i latinskom jeziku, da predstavu mogu pratiti i oni koji nisu govorili hrvatski jezik. Sve ovo se to događa vrlo brzo nakon izgona Osmanlija koje su 150 godina vladali ovim krajem.

## Osnivanje suvremenog kazališta
Točno 230 godina nakon prvog spomena kazališta, u travnju 1945. godine osnovana je u Požegi Sindikalna kazališna grupa koja je stvorila temelje za prvo profesionalno kazalište koje u Požegi djeluje od 1948. do 1957. godine, kako bi 10. ožujka 1995. godine bilo svečano otvoreno Gradsko kazalište Požega uz predstavu naziva „Gle kako dan lijepo počinje“ u režiji Ivice Plovanića.
U kazalištu se danas rade predstave vlastite produkcije, koje su odigrane i na pozornicama diljem Hrvatske, od nacionalnih kuća do renomiranih domaćih kazališta. Treba istaknuti i Nagradu hrvatskog glumišta, domaćeg kazališnog Oscara, koju je 2002. godine zavrijedila Antonija Stanišić za svoju ulogu Lisice u dječjoj predstavi Pinokio kao i brojne ostale nagrade i priznanja u različitim kazališnim kategorijama koje je zavrijedilo Gradsko kazalište i njegovi glumci.
Požega je u posljednjih nekoliko godina iznjedrila čak pet mladih glumaca koji su završili Akademiju dramske umjetnosti u Zagrebu te ih povremeno viđamo i na daskama kazališta gdje su odigrali prve role.

## Vanjske poveznice
- Gradsko Kazalište Požega